# Église Saint-Pierre-et-Saint-Paul de Saint-Paul-sur-Ubaye
Pour les articles homonymes, voir Église Saint-Pierre-et-Saint-Paul.
L’église Saint-Pierre-et-Saint-Paul de Saint-Paul-sur-Ubaye est un édifice religieux catholique situé sur la commune de Saint-Paul-sur-Ubaye, dans les Alpes-de-Haute-Provence.

## Historique
L’église paroisse Saint-Pierre-et-Saint-Paul aurait ses origines à la fin du Moyen Âge. Une partie du chœur d’origine subsiste, datant de 1452 à 1472. L'église est détruite par les troupes de Lesdiguières en 1591, à la fin des guerres de Religion, alors que les habitants s'y sont retranchés. La reconstruction des voûtes a lieu seulement 100 ans plus tard, en 1690, puis l'église est fortifiée en 1696. La charpente et la couverture sont renouvelées en 1762.
Lors d'un important tremblement de terre le dimanche 5 avril 1959, une travée s'effondre, entre autres dégâts. D'énormes travaux ont été nécessaires à sa remise en état : pendant sept ans, de 1963 à 1970, une équipe de cinq ouvriers venant du Gard, accompagnés de leur famille, s'installent de mai à novembre pour effectuer les travaux. Étant donné son classement comme monument historique en 1921, les deux tiers des travaux sont pris en charge par l'État et le tiers restant, normalement à la charge de la commune, est pris en charge par M. Hippolyte Signoret, revenu fortuné du Mexique. L'église est aujourd'hui bien restaurée et en très bon état.

## Architecture
Dans son état actuel, l’église compte une nef de deux travées voûtées d’ogives. Le chœur est une simple travée supplémentaire, à chevet plat ; lui aussi est voûté sous croisée d’ogives. Au sud, une chapelle barlongue donne dans le chœur. Les chapiteaux sont ornés de têtes d’hommes et d’animaux en relief, les clefs de voûte portent des agneaux ou des blasons. Tout l’extérieur est parcouru d’arcatures aveugles, survivances de la bande lombarde. Les portails sud et occidental sont décorés, le second ouvre sous un linteau et date du début du XVIe siècle. La base du clocher est probablement la partie la plus ancienne de l’église (1390), mais l’essentiel de la tour, percée de fenêtres géminées, date du XVIe siècle ; le clocher a été réparé en 1829.
Sur le tympan du portail occidental, se trouve une petite fresque représentant la descente de croix. Très endommagée, cachée sous un enduit, elle a été restaurée de manière stylisée. Ce portail est en tout point semblable à celui de l'église paroissiale Santa Maria Assunta (Elva) à (40 km à vol d'oiseau vers l'est. D’autres fresques sont à nouveau visibles, redécouvertes dans les années 1960 dans le chœur et alors cachées sous des boiseries aujourd'hui retirées. Elles ont été peintes au XVIe siècle par des peintres italiens et représentent Dieu le Père, des anges, la Vierge et la Vision de saint Paul.
L'église possède trois autels classés avec retables en bois, partiellement peints ou dorés, le reste étant laissé au naturel,. un autel est muni d'un antependium très rare en toile peinte du XVIIe siècle, classé monument historique au titre d'objet.
Avant le tremblement de terre de 1959, une grande chapelle latérale, consacrée à Marie, existait sur le côté gauche. Le coût de la restauration étant trop important, la restauration de cette partie a été abandonnée, la chapelle démolie et le mur obturé. Son grand retable, au lieu d'avoir été simplement avancé, a été transféré dans l'église en entrant à droite. Le retable situé à la place de l'entrée de cette chapelle était en fait celui du chœur, qui n'était d'ailleurs pas plaqué au fond du chevet, mais était posé en avant des stèles en bois du chapitre, qui sont encore là. Le retable à Marie représente aussi saint Roch, le saint patron des voyageurs et des pèlerins. Le retable du chœur représente les rois mages avec leurs offrandes.

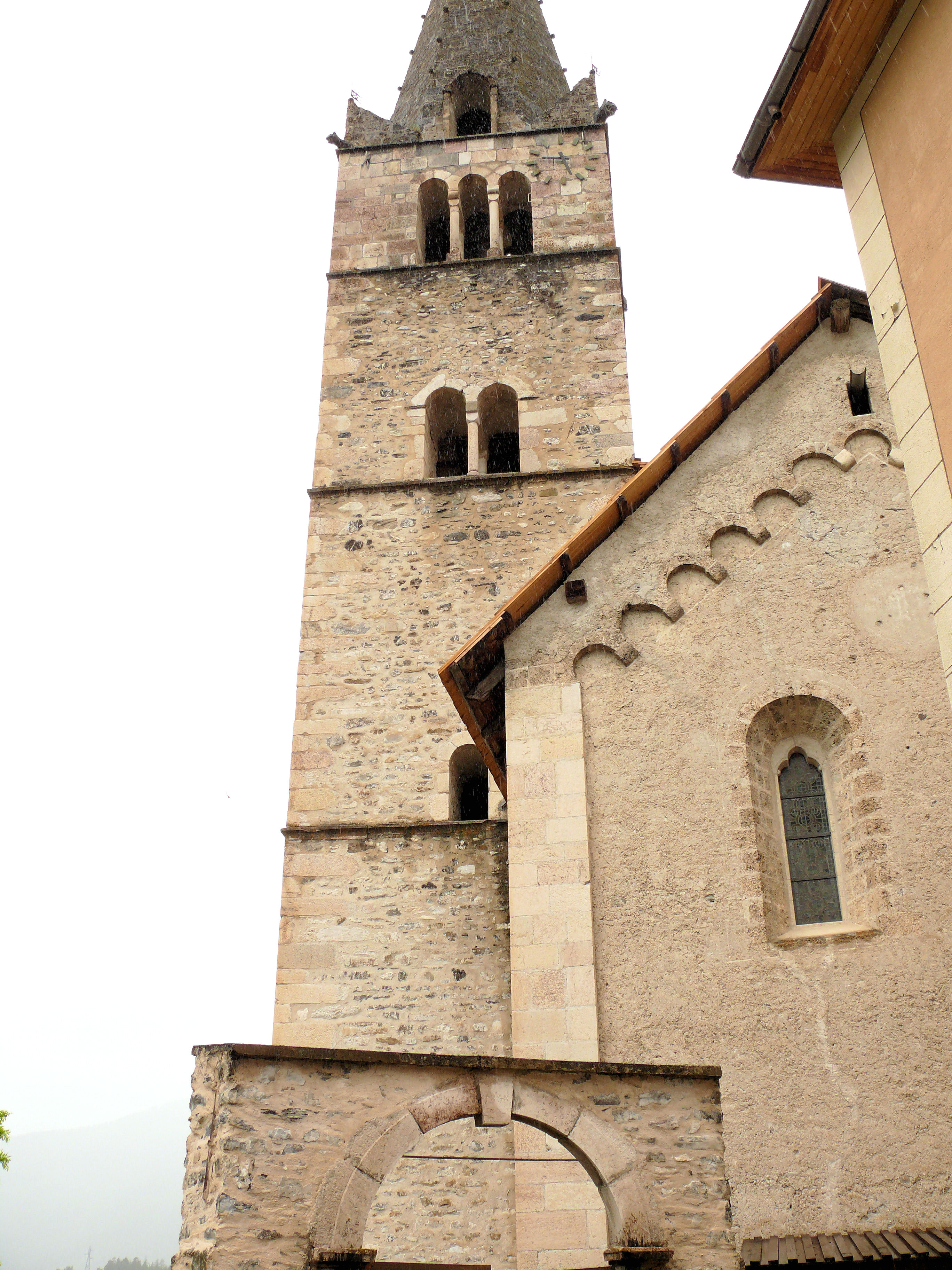
Clocher.
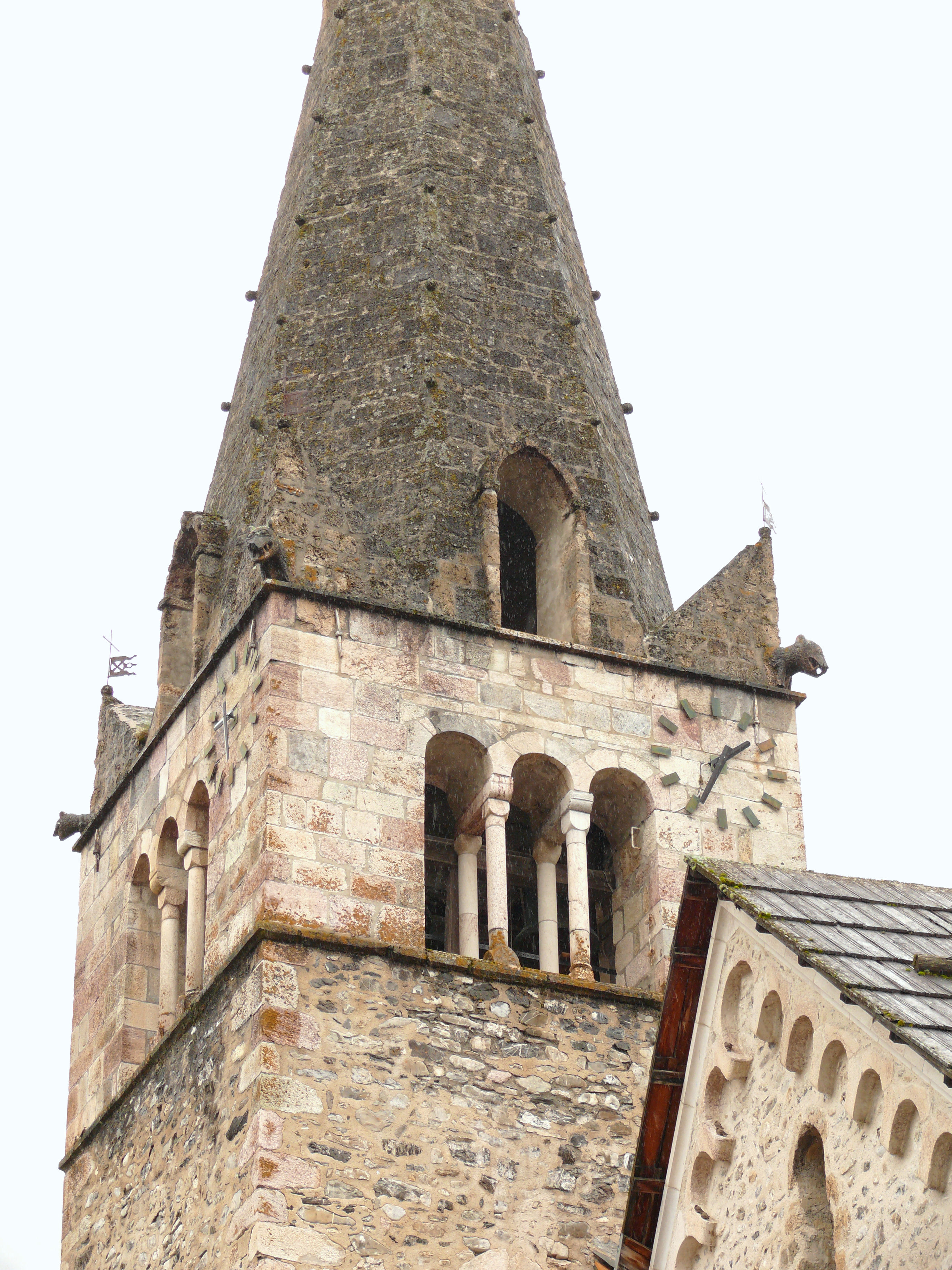
Détail du clocher.
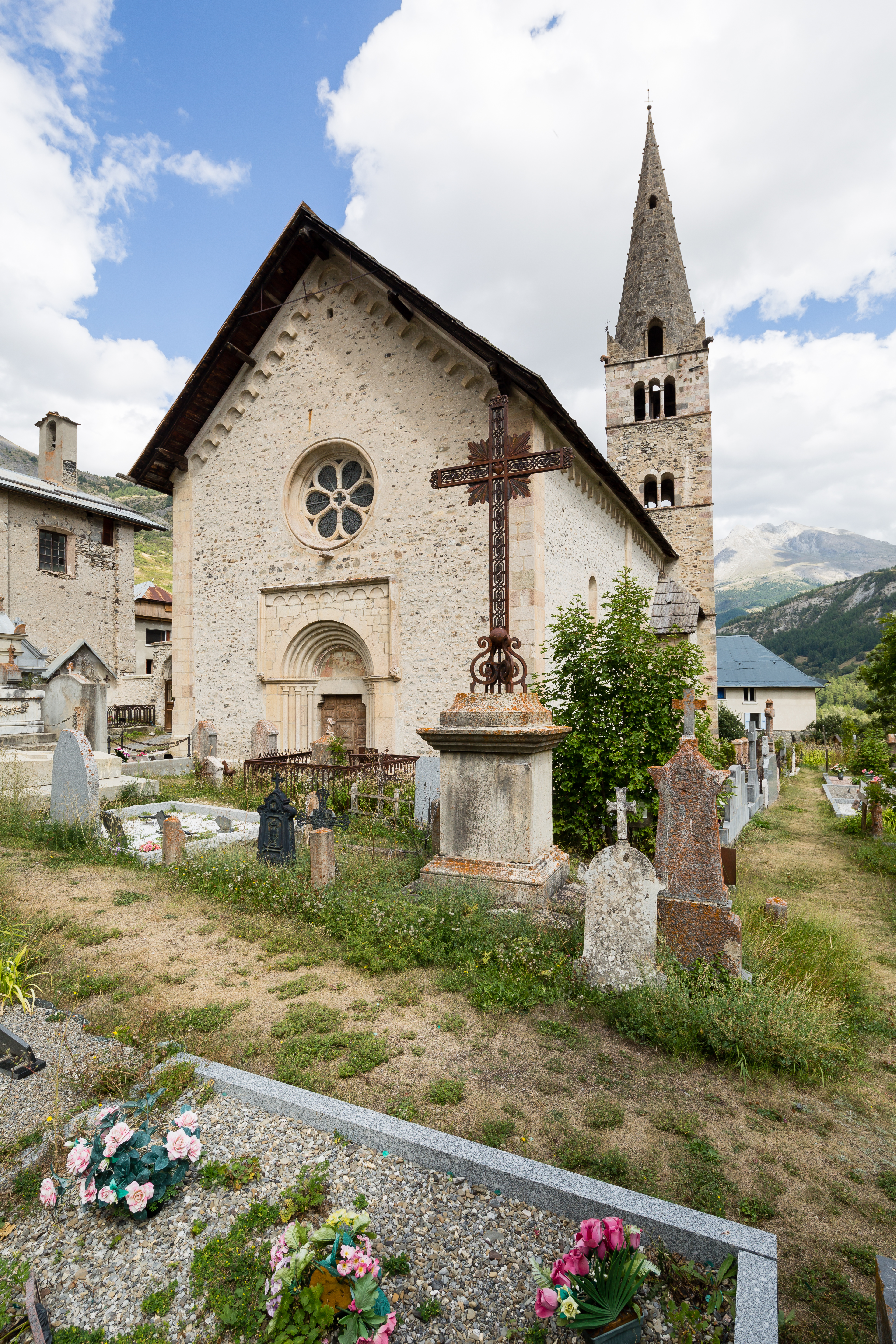
Cimetière et église vue du sud-ouest.
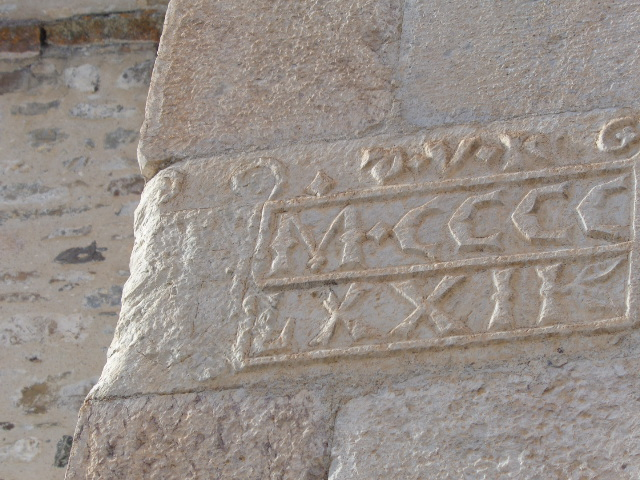
1472 : une des dates de la restauration du clocher.
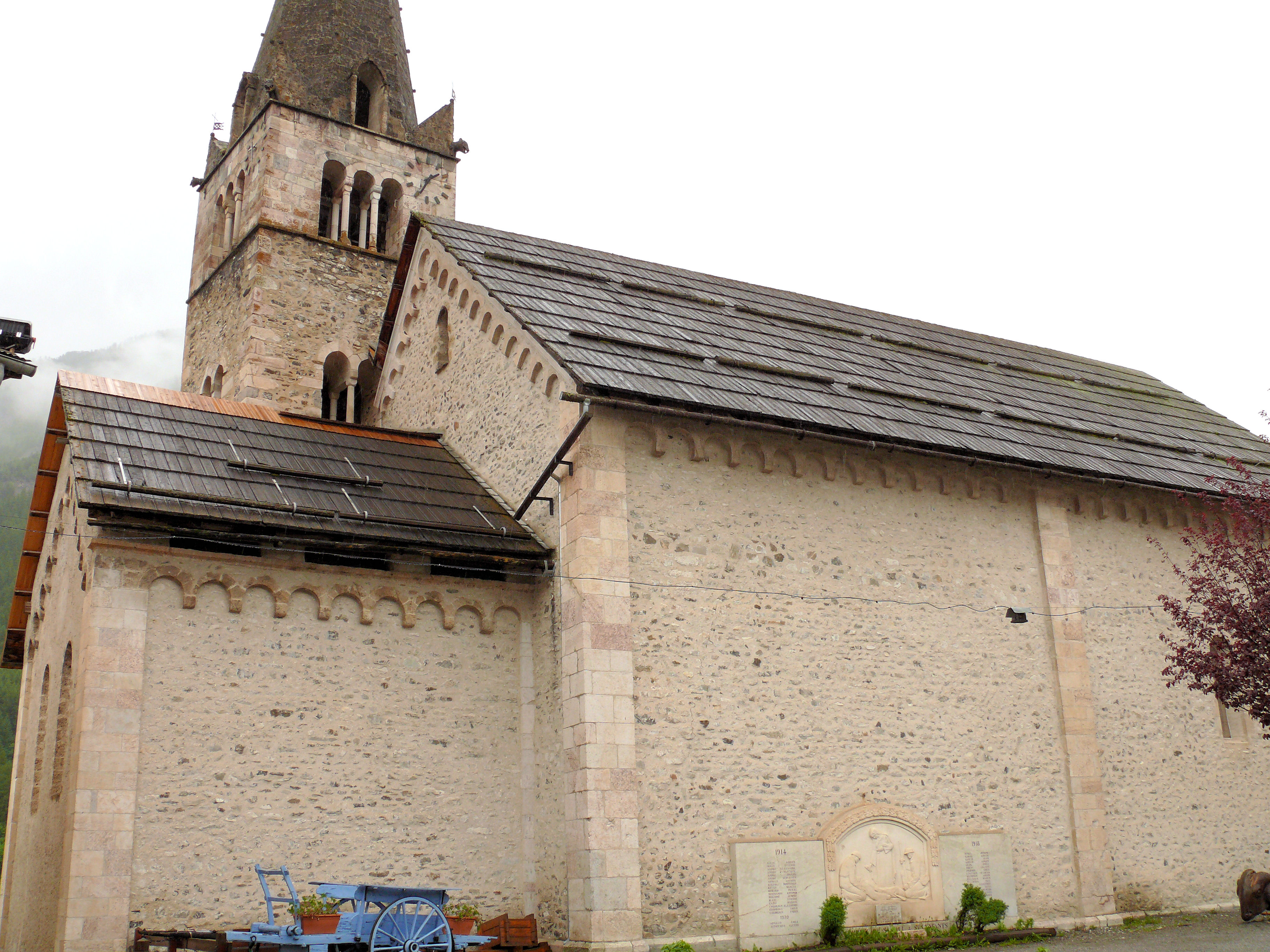
Monument aux morts côté nord.
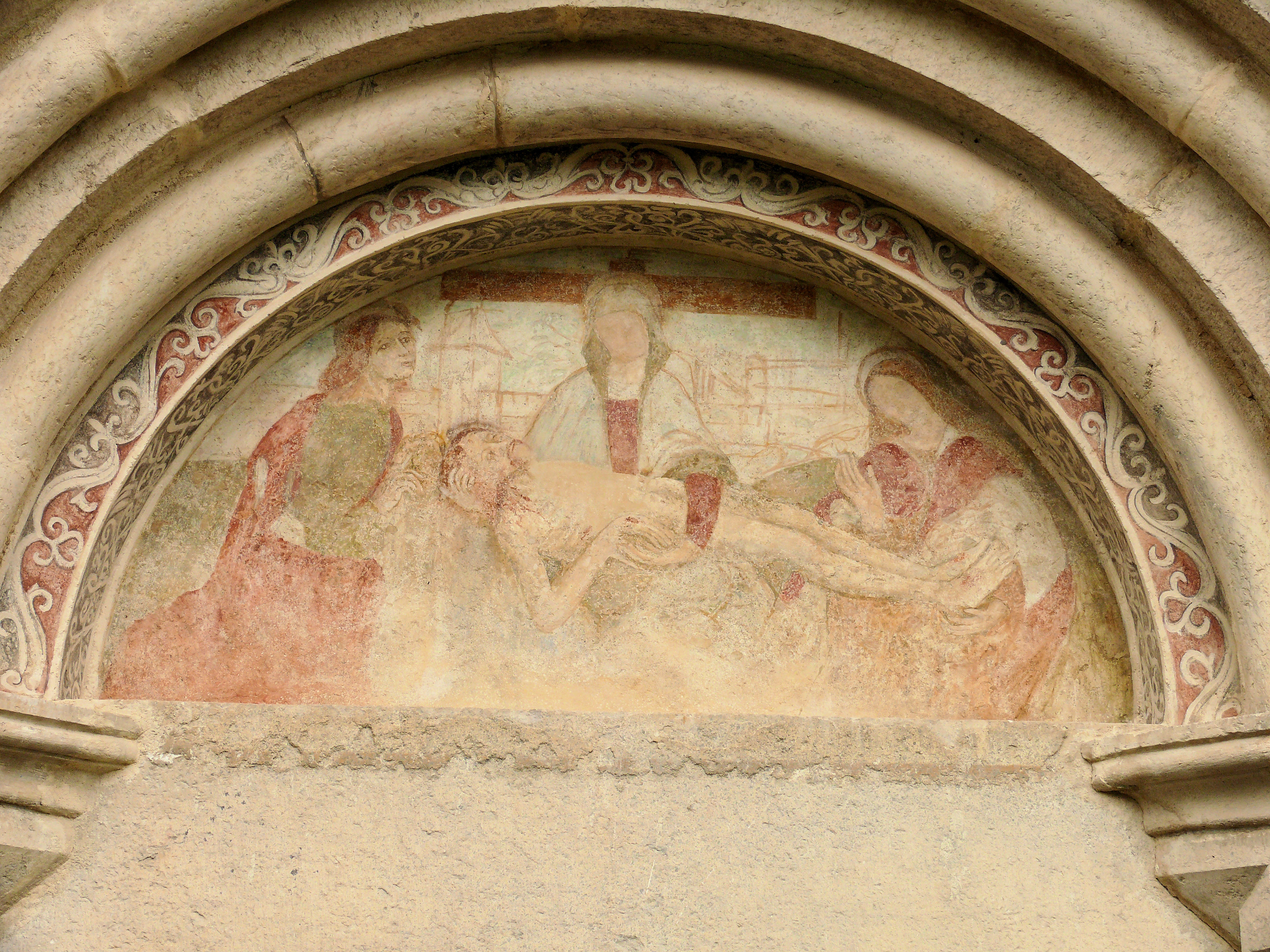
Tympan du portail principal, côté ouest, fresques redécouvertes sous enduits.
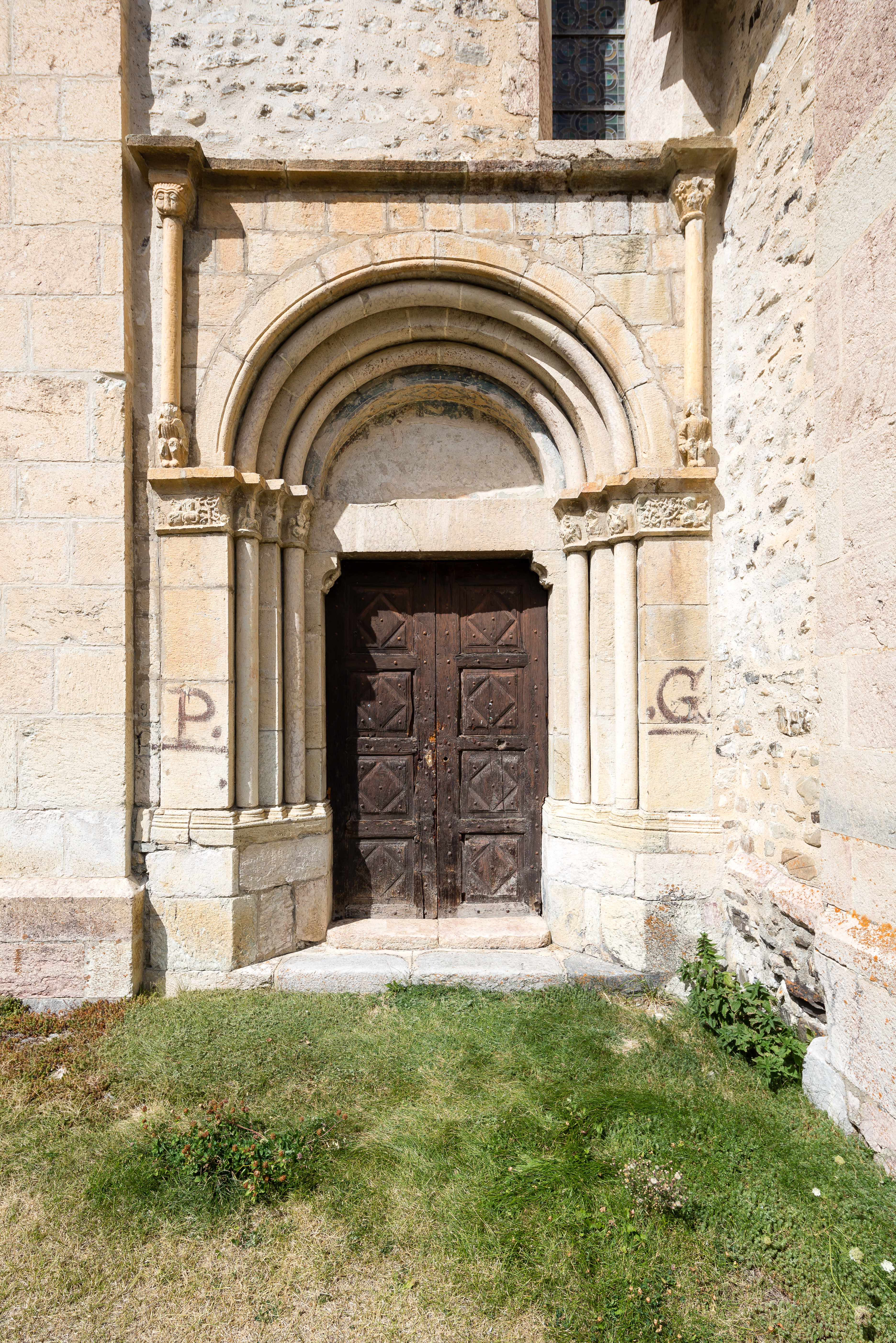
Portail latéral secondaire sud, qui est le plus ancien.
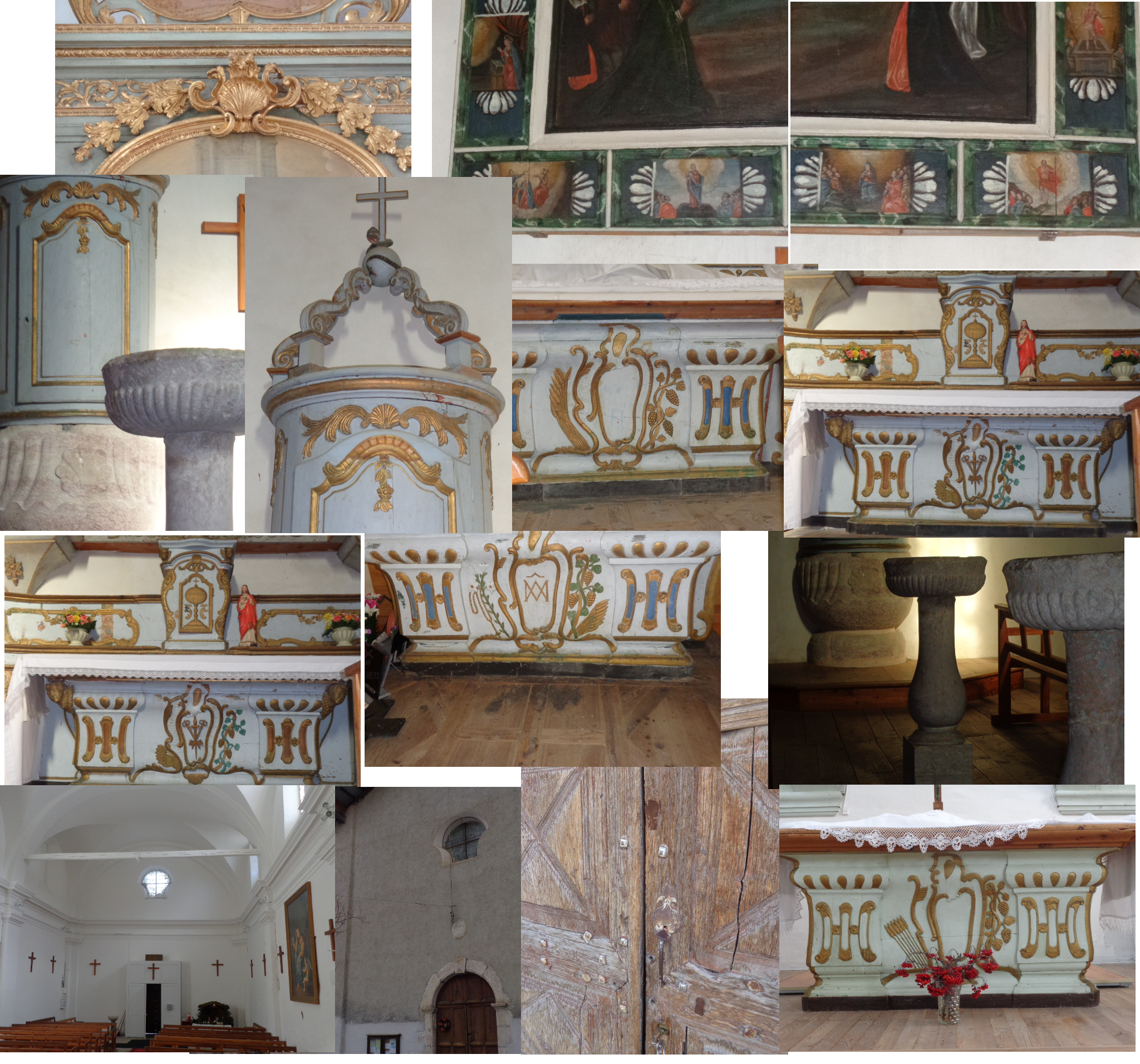
Variations sur le symbole de la coquille Saint Jacques.
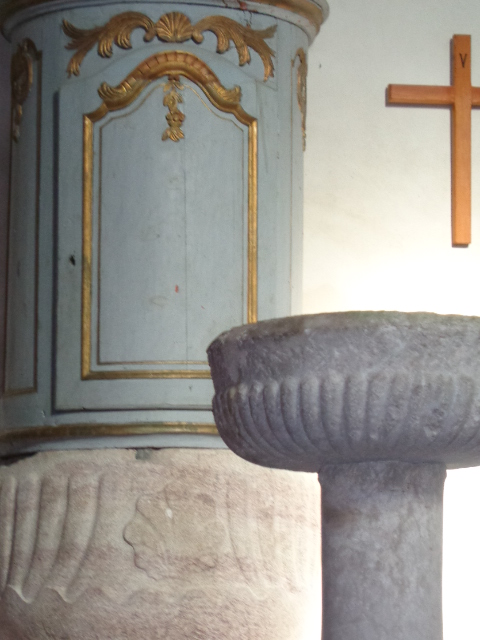
Baptistère et bénitier ornementé par la coquille Saint Jacques.
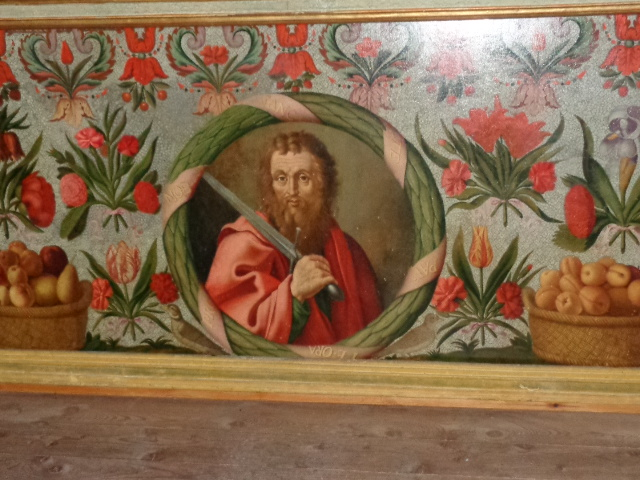
Très ancien antépendium classé.
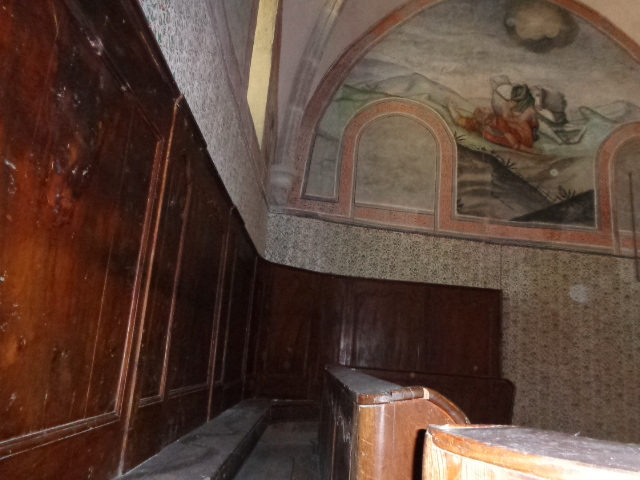
Dans le chœur, les bancs du chapitre paroissial, qui étaient auparavant derrière le retable-autel. Celui-ci a été déplacé vers la nef en 1960. En arrière-plan, la fresque de l'éblouissement de Paul
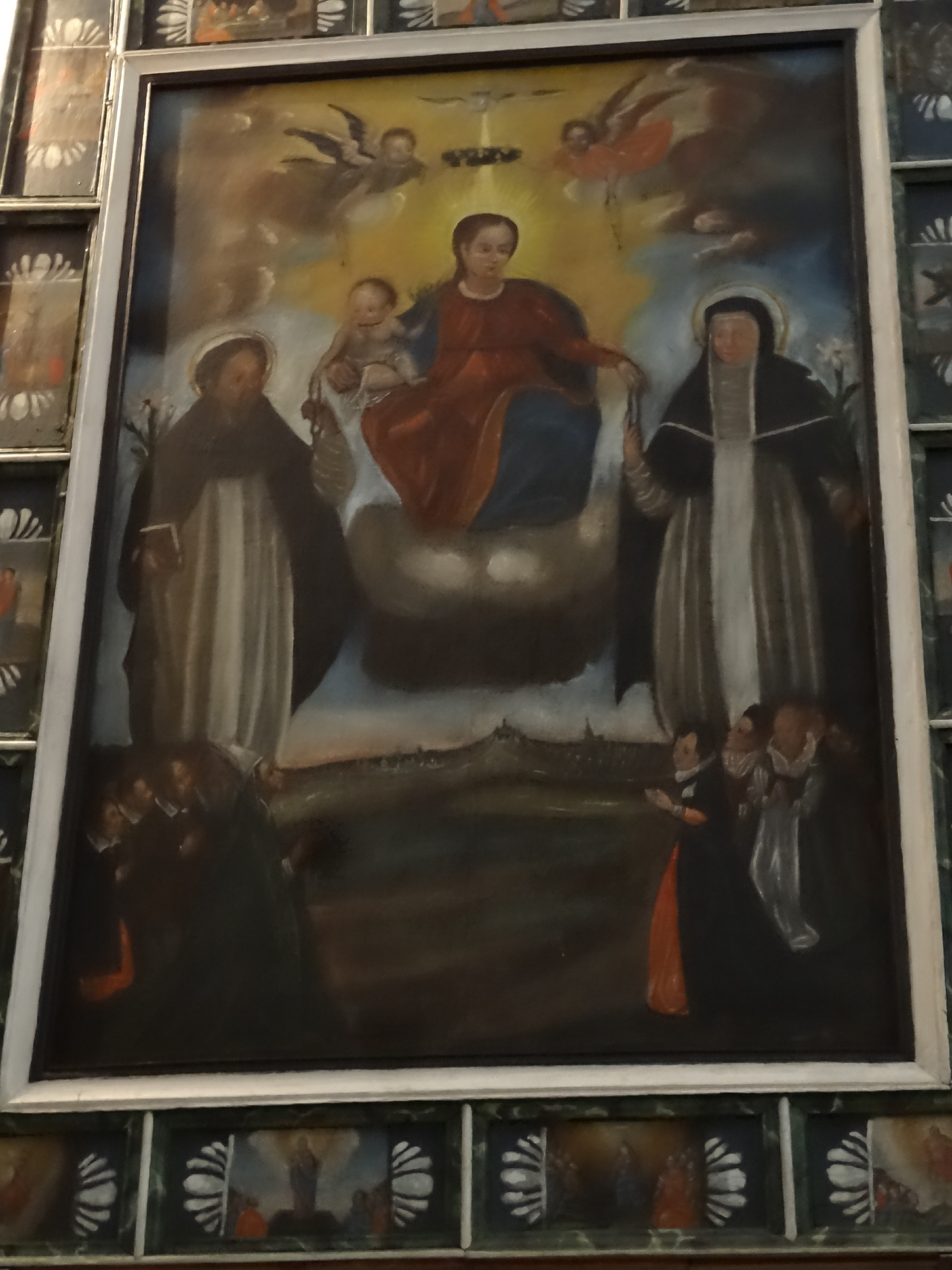
Tableau "Donation du Rosaire" : les 15 thèmes de la prière sont entourés de deux coquilles Saint Jacques.
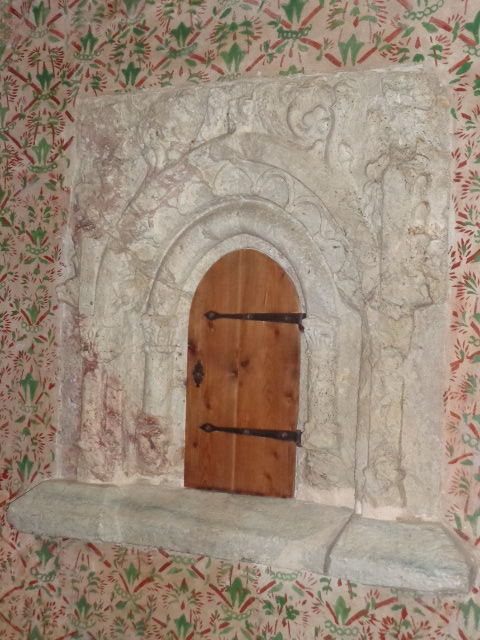
Tabernacle redécouvert en 1960 à la restauration qui fit suite au tremblement de terre.
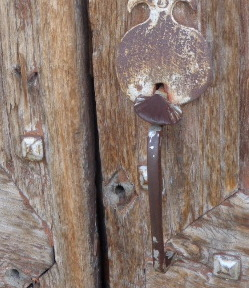
Bouton de la porte principale en forme de coquille.